# Adrian Wieszczycki
Adrian Wieszczycki (ur. ok. 1612, zm. po 1654) – poeta barokowy, autor utworów miłosnych, żałobnych i modlitewnych.

## Życiorys
Ok. 1641 roku ożenił się z Katarzyną Bielską. Poeta brał udział w licznych procesach sądowych. Na skutek jednego z nich został skazany na banicję, przed którą uchronił go glejt królewski z 1650 roku. W 1648 roku Wieszczycki uczestniczył w walkach przeciwko Bohdanowi Chmielnickiemu. Data jego śmierci nie jest znana, lecz z pewnością poeta żył jeszcze w 1654 roku.

## Twórczość
- Sielanki abo Pieśni – cykl sielanek składający się z dziesięciu utworów.
- Ogród rozkoszny miłości Bożej – emblematyczny utwór różańcowy.
- Archetyp albo Perspektywa – utwór żałobny na śmierć Zofii Wielopolskiej.
- Psałterz św. Augustyna – poetycki przekład modlitwy Pseudo- Augustyna.

Wydania dzieł Wieszczyckiego
- A. Wieszczycki, Ogrod Roskoszny Miłosci Bożey [...], Kraków 1650.
- A. Wieszczycki, Ogrod roskoszny miłości Bożej [...], Warszawa 1910.
- A. Wieszczycki, Adryana z Wieszczyc Wieszczyckiego Sielanki abo pieśni, wyd. S. Rachwał, Kraków 1911.
- A. Wieszczycki, Utwory poetyckie, oprac. A. Gurowska, Warszawa 2001.